# Hitra cesta H7
Die Hitra cesta H7 (slowenisch für ,Schnellstraße H7‘) ist eine kurze Verbindungsschnellstraße zwischen der Avtocesta A5 und der ungarischen Grenze. Sie ist mit etwa 4 Kilometern Länge auch die kürzeste Schnellstraße Sloweniens.
Die Strecke führt dann in Ungarn weiter und soll später als Autobahn die Städte Lendava und Körmend verbinden, der Ausbau in Ungarn ist derzeit jedoch noch in der Planungsphase. In Slowenien wurde die H7 gemeinsam mit der A5 gebaut und im Oktober 2008 fertiggestellt.